# وستمنستر (كولورادو)
وستمنستر (بالإنجليزية: Westminster, Colorado)‏ هي مدينة تقع في مقاطعة آدامز بولاية كولورادو في الولايات المتحدة. تأسست عام 1859، تبلغ مساحتها 85.1 (كم²)، وترتفع عن سطح البحر 1641 م، بلغ عدد سكانها 106114 (US: قائمة مدن الولايات المتحدة حسب عدد السكان) نسمة في عام 2010 حسب إحصاء مكتب تعداد الولايات المتحدة وتصل الكثافة السكانية فيها إلى 1237 نسمة/كم2.

## وصلات خارجية
- City of Westminster
  - CDOT map of the City of Westminster
- Westminster History (Westminster Historical Society)